# Kastav
Kastav (en italien : Castua) est une ville et une municipalité située en Istrie sur la Baie de Kvarner, dans le comitat de Primorje-Gorski Kotar, en Croatie. Au recensement de 2001, la municipalité comptait 8 891 habitants, dont 84,14 % de Croates et la ville seule comptait 2 037 habitants.

## Histoire
Le domaine fut la propriété des seigneurs de Duino depuis le XIIe siècle ; en 1400, il passa à la maison de Walsee. En 1465, il a été acquis par l'empereur Frédéric III de la maison de Habsbourg.
Faisant partie du margraviat d'Istrie, près de la frontière avec le royaume de Croatie à Rijeka (corpus separatum à partir de 1779), la commune est rattachée au royaume des Serbes, Croates et Slovènes après la Première Guerre mondiale.

## Localités
En 2001, la municipalité de Kastav comptait 6 localités : 
- Brnčići
- Ćikovići
- Kastav
- Rubeši
- Spinčići
- Trinajstići

En 2003, les villages alentour ont été intégrés dans la ville de Kastav.